# Assassination Nation
Pour plus de détails, voir Fiche technique et Distribution.
Assassination Nation, ou Nation destruction au Québec, est un film indépendant américain réalisé par Sam Levinson et sorti en 2018.
Décrit comme un thriller satirique avec une touche d'humour noir, il a été présenté en avant-première hors-compétition au festival du film de Sundance en janvier 2018 lors d'une séance de minuit.
Bien qu'ayant reçu lors de sa sortie des critiques généralement positives de la part de la presse américaine et française, le film a été un échec au box-office.

## Synopsis
Lillian « Lily » Colson et sa bande sont en terminale au lycée de la ville de Salem dans le Massachusetts. Comme une grande partie de leur génération, ces adolescentes partagent leur temps entre les cours, les réseaux sociaux et les fêtes dans cette société qu'elles considèrent comme misogyne, transphobe et remplie de masculinité toxique.
Un jour, le maire de la ville est victime d'un piratage qui révèle au public ses photos à caractère sexuel. Sa carrière et sa réputation détruites, il se suicide en plein milieu d'un discours. Mais ce piratage n'est que le premier d'une série qui va se conclure sur le piratage global des données personnelles des habitants de Salem. La ville sombre alors dans la violence et des habitants commencent à revêtir des masques pour cacher leurs identités, maintenant publiques. Entre agressions, règlements de comptes et autres attaques, la ville est à feu et à sang.
Un soir, plusieurs habitants armés décident de chercher l'identité du hacker afin de l'abattre. Quand l'un des adolescents de la ville accuse Lily d'être derrière le piratage, elle et ses amies décident de s'armer pour survivre à cette nuit meurtrière.

## Fiche technique
Sauf indication contraire, les informations mentionnées dans cette section peuvent être confirmées par la base de données cinématographiques IMDb,  présente dans la section « Liens externes ».
- Titre original : Assassination Nation
- Titre québécois : Nation destruction
- Réalisation : Sam Levinson
- Scénario : Sam Levinson
- Direction artistique : Jason Baldwin Stewart
- Décors : Michael Grasley
- Costumes : Rachel Dainer-Best
- Photographie : Marcell Rév
- Montage : Ron Patane
- Musique : Ian Hultquist
- Casting : Mary Vernieu et Jessica Kelly
- Production : David S. Goyer, Kevin Turen, Anita Gou, Matthew J. Malek, Manu Gargi et Aaron L. Gilbert
- Sociétés de production : Bron Studios, Foxtail Entertainment et Phantom Four en association avec Creative Wealth Media
- Société de distribution : 
  -  États-Unis : Neon et AGBO en association avec Refinery29
  -  Canada /  Québec : Elevation Pictures et Entract Films
  -  France : Apollo Films et Universal Pictures
- Budget : 7 millions de dollars[4]
- Pays d'origine :  États-Unis
- Langues originales : anglais
- Format : Couleur
- Genre : Comédie noire et thriller
- Durée : 110 minutes
- Dates de sortie :
  -  États-Unis : 21 janvier 2018 (Festival du film de Sundance) ; 21 septembre 2018
  -  Canada /  Québec : 21 septembre 2018
  -  France : 20 octobre 2018 (Festival international du film de La Roche-sur-Yon) ; 5 décembre 2018
- Interdit aux moins de 12 ans lors sa sortie en salles et aux moins de 16 ans à la télévision en France

## Distribution
Sauf indication contraire, les informations mentionnées dans cette section peuvent être confirmées par la base de données cinématographiques IMDb,  présente dans la section « Liens externes ».
- Odessa Young (VFB : Célia Torrens ; VQ : Ludivine Reding) : Lillian « Lily » Colson
- Abra (VFB : Claire Tefnin ; VQ : Roxane Tremblay-Marcotte) : Em Lacey
- Suki Waterhouse (VFB : Julie Basecqz ; VQ : Geneviève Bédard) : Sarah Lacey
- Hari Nef (VFB : Manon Hanseeuw ; VQ : Catherine Brunet) : Bex Warren
- Colman Domingo (VFB : Benoît Grimmiaux ; VQ : Patrick Chouinard) : le principal Turrell
- Danny Ramirez (VFB : Grégory Praet) : Diamond
- Joel McHale (VFB : Nicolas Matthys) : Nick Mathers
- Maude Apatow (VFB : Valérie Marchant) : Grace
- Cody Christian (VFB : Maxime Van Santfoort ; VQ : Nicholas Savard L'Herbier) : Johnny
- Bill Skarsgård (VFB : Alexandre Crépet) : Mark
- Cullen Moss (VFB : Tony Beck) : le maire Bartlett
- Bella Thorne (VFB : Sarah Brahy) : Reagan Hall
- Kelvin Harrison Jr. : Mason
- Anika Noni Rose (VFB : Valérie Marchant) : Nance Lacey
- Jeff Pope (VFB : Olivier Prémel ; VQ : Pierre-Étienne Rouillard) : l'officier Richter
- Noah Galvin (VFB : Gauthier de Fauconval ; VQ : Nicolas Bacon) : Marty Kolker
- Stacie Davis : Langley
- Lukas Gage : Eric
- Susan Misner : Rose Mathers
- Kathryn Erbe (VFB : Marcha Van Boven) : Rebecca Colson
- Joe Chrest (VFB : Jean-Philippe Lejeune) : Lawrence Colson
- J. D. Evermore : le chef Patterson
- Caden Swain : Donny Colson
- Andrene Ward-Hammond : l'officier Daniels
- Lucy Faust : Alexis Turrell
- Destiny Reed : Allie
- Lorelei Gilbert : Carlie Mathers
- Lance E. Nichols : l'agent du FBI Richard Vernon
- Wolfgang Novogratz : Dave
- Elizabeth Newcomer : Mme Bartlett
- Ben Matheny (VFB : Olivier Cuvellier) : le passager
- Christopher Berry (en) : Salem Resident 1
- Jennifer Morrison : Margie Duncan (caméo)

Source et légende : version française (VF) selon le carton du doublage français.
 Source et légende : version québécoise (VQ) sur Doublage.qc.ca

## Production

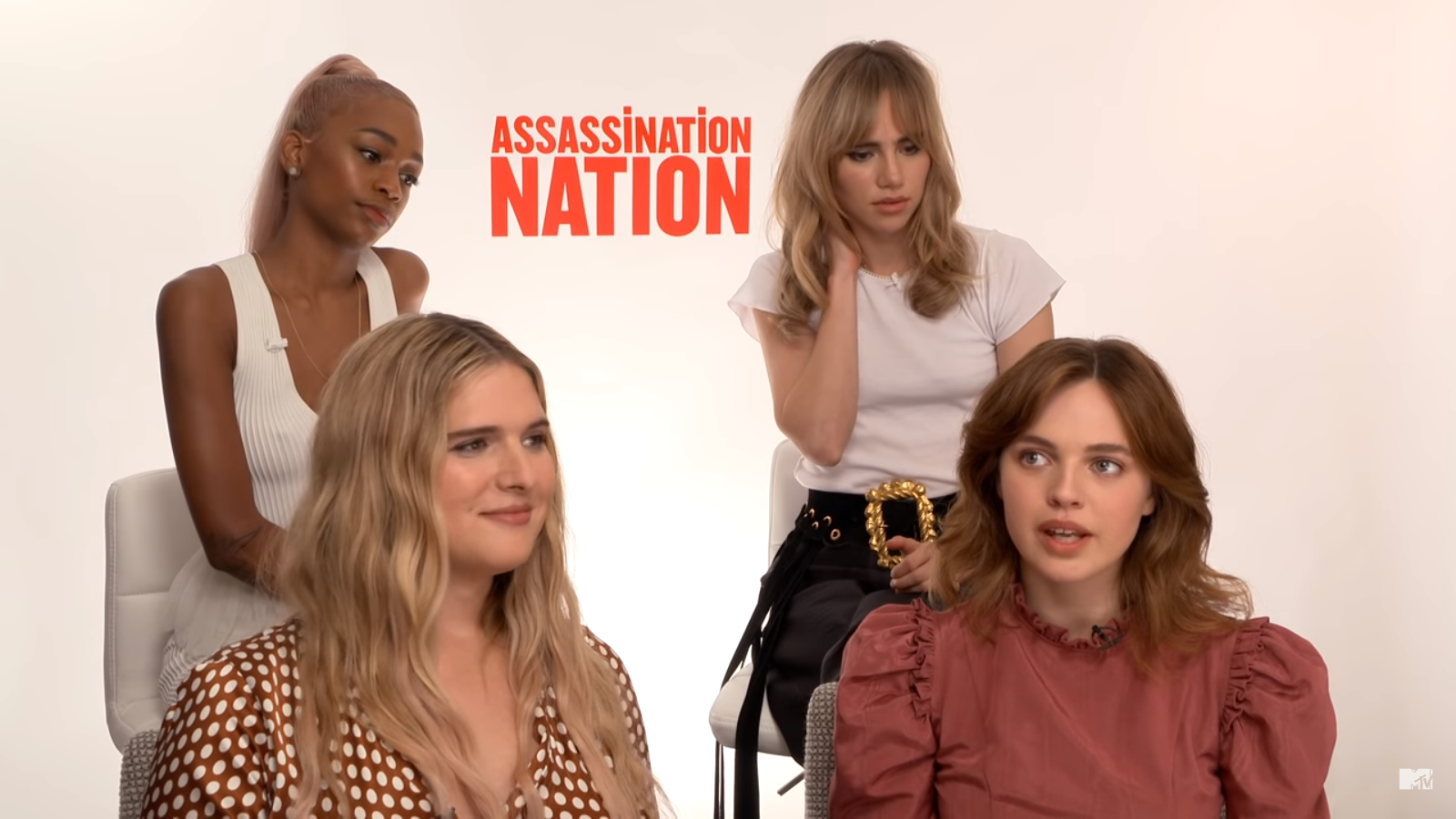
Abra, Suki Waterhouse, Hari Nef et Odessa Young lors d'un interview presse avec MTV pour la promotion du film en 2018.

### Genèse et développement
En octobre 2016, Matthew Malek et Anita Gou Launch annoncent la création de leur société de production cinématographique, Foxtail Entertainment. Le duo dévoile que sa première production sera le film Assassination Nation, écrit et réalisé par Sam Levinson. Ils seront rejoints par les producteurs David S. Goyer et Kevin Turen.
En janvier 2018, un premier teaser est dévoilé et il est annoncé que le film serait diffusé en avant-première hors-compétition au festival du film de Sundance lors d'une séance de minuit.
Quelques jours après la diffusion en avant-première du film, le distributeur Neon annonce avoir acquis les droits de distribution du film. Il est également annoncé que le film serait co-distribué avec AGBO, la société de production d'Anthony et Joe Russo, à la suite de la signature d'un contrat de 10 millions de dollars. La co-distribution du film lui permet d'obtenir une sortie cinéma globale aux États-Unis au lieu d'une sortie limitée.
En juin 2018, la première bande-annonce du film est diffusée en ligne et dévoile la sortie américaine du film pour le 21 septembre 2018. Le mois suivant, la société digitale Refinery29 signe un contrat avec Neon pour se joindre à la distribution du film.
En septembre 2018, il est annoncé que le film sera diffusé au festival international du film de La Roche-sur-Yon le 20 octobre 2018 avant une sortie globale le 5 décembre 2018 au cinéma en France.

### Attribution des rôles
En décembre 2016, il est annoncé qu'Odessa Young, Suki Waterhouse, Hari Nef et la chanteuse Abra interpréteront le quatuor au centre du film.
Début mars 2017, Bella Thorne, Maude Apatow, Bill Skarsgård et Joel McHale rejoignent à leurs tour la distribution du film. Ils sont rejoints en fin de mois par l'acteur et chanteur Noah Galvin.
En avril 2017, l'actrice Anika Noni Rose rejoint la distribution pour le rôle de Nance, une femme avec une terrible réputation dont les histoires avec des hommes mariés vont faire surface.

### Tournage
Le tournage du film a débuté en mars 2017 à La Nouvelle-Orléans dans l'État de Louisiane, aux États-Unis.
La scènes de l'attaque chez Nance Lacey, un plan-séquence, fût tournée en une seule prise et avec une seule caméra.

### Musique
La musique originale du film a été composée par Ian Hultquist.
Liste des titres
| 1.      | Mayor Bartlett                        |                              | 1:32 |
| 2.      | #Fail                                 |                              | 0:23 |
| 3.      | The Life & Texts of Principal Turrell |                              | 1:38 |
| 4.      | Internet Trolls                       |                              | 2:28 |
| 5.      | I'm Not the Monster You Think I Am    |                              | 4:06 |
| 6.      | Half of Salem                         |                              | 2:18 |
| 7.      | Slay ‘em High Killa                   |                              | 4:48 |
| 8.      | A Star is Born                        |                              | 2:56 |
| 9.      | Assassination Nation                  |                              | 0:51 |
| 10.     | Blow Us a Kiss                        |                              | 1:52 |
| 11.     | Take Salem Back                       |                              | 1:33 |
| 12.     | Marty's Confession                    |                              | 3:03 |
| 13.     | Home Invasion                         |                              | 8:35 |
| 14.     | On the Run                            |                              | 0:49 |
| 15.     | Kiss Me                               |                              | 3:35 |
| 16.     | Be Gentle                             |                              | 2:32 |
| 17.     | Crimson                               |                              | 1:51 |
| 18.     | The Shootout                          |                              | 3:28 |
| 19.     | Surrender                             |                              | 1:04 |
| 20.     | Rally Ur F_cking Crew                 |                              | 3:17 |
| 21.     | Trigger (Bonus Track)                 |                              | 2:32 |
| 22.     | Rage                                  | Isabella « Machine » Summers | 5:18 |
| 23.     | Brat                                  | Abra                         | 5:11 |
| 24.     | We Can't Stop                         | Sonic Boom of the South      | 2:19 |
| 1:07:59 |                                       |                              |      |

## Accueil

### Critique
Aux États-Unis, le film a généralement reçu des critiques positives. Sur le site agrégateur de critiques Rotten Tomatoes, il obtient un score de 72 % de critiques positives, avec une note moyenne de 6,6/10 sur la base de 79 critiques positives et 30 négatives.
Le consensus critique rédigé par le site résume que le film jongle entre film d'exploitation et critique sociale avec un résultats parfois mitigé mais qui devrait plaire aux fans du genre grâce à son côté stylisé et son énergie viscérale.
Sur Metacritic, il reçoit des critiques un peu plus mitigés avec un score de 56/100 sur la base de 28 critiques.
En France, il reçoit également des critiques généralement positives. Sur le site AlloCiné, qui recense plusieurs critiques de la presse française, il reçoit 9 critiques positives et 4 négatives sur la base de 13 titres de presses collectés.
Pour Écran Large, « Il y a du style mais surtout de l'intelligence dans ce portrait explosif et halluciné d'une Amérique malade ». Le magazine L'Écran fantastique salut la mise en scène ainsi que la photographie et Mad Movies salut la réalisation.
Pour Les Fiches du cinéma, le film « remplit son contrat : dénoncer l'hypocrisie de l’Amérique contemporaine ». La critique du magazine Les Inrockuptibles écrit que le film est « beaucoup moins cynique qu’il ne le laissait croire (…) et fait triompher cette fois-ci les opprimées » et celle du Journal du dimanche le décrit comme « audacieux et trash ».
Parmi les moins convaincus : Le Monde, L'Obs et Première qui offrent des critiques négatives au film, peu convaincus par son côté « trop féministe et outrancier ».

### Box-office
| Pays ou région | Box-office     | Date d'arrêt du box-office | Nombre de semaines |
| -------------- | -------------- | -------------------------- | ------------------ |
| France         | 25 858 entrées | 25 décembre 2018           | 3                  |
| États-Unis     | 2 005 142 $    | 21 octobre 2018            | 4                  |
| Mondial        | 2 513 904 $    | -                          | -                  |

Lors de sa première semaine d'exploitation aux États-Unis, les distributeurs attendaient des bénéfices d'environ 4 millions de dollars. Un score plutôt léger, s'expliquant par le fait que le film soit une production indépendante interdite aux moins de 17 ans.
Néanmoins, le film ne récolte que 1 million de dollars, finissant à la quinzième place du box-office, devenant la pire première semaine pour un film en 2018. Il termine son exploitation américaine après quatre semaines de diffusion et seulement 2 millions de dollars de bénéfices.
À la suite de ce flop financier, Tom Quinn, le fondateur de Neon, a commenté : « Sam Levinson a réalisé une réponse audacieuse, visionnaire et finalement cathartique face à l'horreur qu'est l'année 2018. Nous admettons être déçus que plus de gens ne soient pas venus ce week-end mais ceux qui l'ont fait ont été extrêmement positifs. Il va falloir du temps pour que Assassination Nation trouve son public ».
Pour l'analyste Jeff Bock, le film pourrait connaître un parcours similaire à celui de la comédie satirique Fatal Games. Un film qui avait également reçu des critiques positives mais connu un échec au box-office avant de devenir culte et gagner en notoriété au fil des années à la suite de son exploitation en vidéo.

## Distinctions
Sauf indication contraire, les informations mentionnées dans cette section peuvent être confirmées par la base de données cinématographiques IMDb,  présente dans la section « Liens externes ».

### Récompenses
- Festival international du film de Toronto 2018 : Troisième place pour le prix du public de la section Midnight Madness
- Utopiales 2018 : Grand prix du jury[25]
- Film Threat - Award This! 2019 : Meilleur photographie pour Marcell Rév

### Sélection
- Festival international du film de Catalogne 2018 : sélection en compétition internationale

### Nominations
- Film Threat - Award This! 2019 : 
  - Meilleur réalisateur pour Sam Levinson
  - Prix de celui snobé par les Oscars du cinéma pour Marcell Rév